# Aras Kargo Spor Kulübü
L'Aras Kargo Spor Kulübü è un club femminile pallavolistico turco, con sede a Smirne: milita nel campionato turco di Sultanlar Ligi.

## Storia
L'Aras Kargo Spor Kulübü viene fondato nel 2023 e iscritto direttamente al campionato di Voleybol 1. Ligi: conclude l'annata con il secondo posto alla finale dei play-off, ottenendo la promozione in Sultanlar Ligi.

## Rosa 2024-2025
| N° | Nome          | Ruolo | Data di nascita  | Nazionalità sportiva |
| -- | ------------- | ----- | ---------------- | -------------------- |
| 1  | Simay Kurt    | L     | 29 luglio 2000   | Turchia              |
| 3  | Gülce Erdemir | C     | 3 maggio 1998    | Turchia              |
| 4  | Selen Köse    | O     | 7 aprile 2005    | Turchia              |
| 5  | Merve Atlıer  | C     | 11 marzo 2000    | Turchia              |
| 6  | Elif Kapar    | P     | 29 marzo 2004    | Turchia              |
| 9  | Mısra Aşçı    | P     | 26 gennaio 1998  | Turchia              |
| 10 | Ceren Karagöl | C     | 11 marzo 1997    | Turchia              |
| 10 | Sude Taşbaş   | L     | 1º novembre 2002 | Turchia              |
| 11 | Annie Mitchem | S     | 22 aprile 1994   | Stati Uniti          |
| 12 | Bianka Buša   | S     | 25 luglio 1994   | Serbia               |
| 13 | Büşra Şahin   | C     | 8 agosto 1997    | Turchia              |
| 16 | Ecesu Soner   | C     | 25 maggio 2002   | Turchia              |
| 17 | Hanna Klimec  | O     | 4 marzo 1998     | Bielorussia          |
| 23 | Berre İnce    | L     | 12 febbraio 2004 | Turchia              |
| 29 | Julija Bojko  | S     | 2 aprile 1998    | Ucraina              |
| 35 | Elisa Köse    | S     | 20 marzo 2002    | Turchia              |